# Kabal (Farkaševac)
Kabal je naseljeno mjesto u Republici Hrvatskoj u Zagrebačkoj županiji. 

## Zemljopis
Administrativno je u sastavu općine Farkaševac. Naselje se proteže na površini od 9,10 km².

## Stanovništvo
Prema popisu stanovništva iz 2001. godine u Kablu žive 172 stanovnika i to u 49 kućanstava. Gustoća naseljenosti iznosi 18,90 st./km².
| broj stanovnika | 196   | 219   | 218   | 268   | 303   | 351   | 406   | 392   | 379   | 342   | 297   | 244   | 202   | 199   | 172   | 162   | 138   |
|                 | 1857. | 1869. | 1880. | 1890. | 1900. | 1910. | 1921. | 1931. | 1948. | 1953. | 1961. | 1971. | 1981. | 1991. | 2001. | 2011. | 2021. |